# Sveti Primož nad Muto
Sveti Primož nad Muto is een plaats in Slovenië en maakt deel uit van de gemeente Muta in de NUTS-3-regio Koroška. De plaats telde 283 inwoners op 1 januari 2020.